# Hines (Oregon)
Hines az Amerikai Egyesült Államok északnyugati részén, Oregon állam Harney megyéjében helyezkedik el. A 2010. évi népszámláláskor 1563 lakosa volt. A város területe 5,52 km², melyből 0,13 km² vízi.
A helyen eredetileg egy Herrick nevű település volt, amely a vasútépítő és fűrészüzem-tulajdonos Fred Herrick által alapított fafeldolgozónak köszönhetően jött létre. 1928-ban Edward Hines megvásárolta mind a vasutat, mind az üzemet, 1931-ben pedig működni kezdett a Hines névre keresztelt postahivatal. A ma is működő Edward Hines Lumber Company azóta kétszer cserélt gazdát.

## Népesség

### 2010
A 2010-es népszámláláskor a városnak 1563 lakója, 678 háztartása és 423 családja volt. A népsűrűség 290 fő/km2. A lakóegységek száma 738, sűrűségük 136,9 db/km2. A lakosok 94,9%-a fehér, 0,3%-a afroamerikai, 1%-a indián, 0,4%-a ázsiai,  1,2%-a egyéb, 2,4%-a pedig kettő vagy több etnikumú. A spanyol vagy latino származásúak aránya 3,1% (2,4% mexikói, 0,2% Puerto Ricó-i,  2,5% egyéb spanyol vagy latino származású.)
A háztartások 28,8%-ában élt 18 évnél fiatalabb. 49,7% házas, 9,9% egyedülálló nő, 2,8% egyedülálló férfi, 37,6% pedig nem család. 32% egyedül élt; 17,9%-uk 65 éves vagy idősebb. Egy háztartásban átlagosan 2,25 személy élt; a családok átlagmérete 2,83 fő.
A medián életkor 42,5 év volt. A város lakóinak 24,1%-a 18 évesnél fiatalabb, 6% 18 és 24 év közötti, 21,8%-uk 25 és 44 év közötti, 28,2%-uk 45 és 64 év közötti, 19,8%-uk pedig 65 éves vagy idősebb. A lakosok 49,6%-a férfi, 50,4%-a pedig nő.

### 2000
A 2000-es népszámláláskor  a városnak 1623 lakója, 641 háztartása és 473 családja volt. A népsűrűség 301,1 fő/km2. A lakóegységek száma 689, sűrűségük 127,8 db/km2. A lakosok 94,39%-a fehér, 0,12%-a afroamerikai, 2,71%-a indián, 0,55%-a ázsiai, 0,06%-a a Csendes-óceáni szigetekről származik, 0,12%-a egyéb-, 2,03%-a pedig kettő vagy több etnikumú. A spanyol vagy latino származásúak aránya 1,66% (0,9% mexikói, 0,1% Puerto Ricó-i,  0,7% pedig egyéb spanyol/latino származású.)
A háztartások 31,8%-ában élt 18 évnél fiatalabb. 63,5% házas, 634% egyedülálló nő; 26,2% pedig nem család. 21,8% egyedül élt; 8,7%-uk 65 éves vagy idősebb. Egy háztartásban átlagosan 2,5 személy élt; a családok átlagmérete 2,89 fő.
A város lakóinak 26,6%-a 18 évesnél fiatalabb, 6,3% 18 és 24 év közötti, 27%-uk 25 és 44 év közötti, 26,1%-uk 45 és 64 év közötti, 14%-uk pedig 65 éves vagy idősebb. A medián életkor 40 év volt. Minden 100 nőre 106,5 férfi jut; a 18 évnél idősebb nőknél ez az arány 98,7.
A háztartások medián bevétele 40 917 amerikai dollár, ez az érték családoknál $43 452. A férfiak medián keresete $32 772, míg a nőké $22 458. A város egy főre jutó bevétele (PCI) $15 783. A családok 6,6%-a, a teljes népesség 9,9%-a élt létminimum alatt; a 18 év alattiaknál ez a szám 10,1%, a 65 évnél idősebbeknél pedig 17,3%.

## Fordítás
Ez a szócikk részben vagy egészben  a   Hines, Oregon című angol Wikipédia-szócikk ezen változatának fordításán alapul.  Az eredeti cikk szerkesztőit annak laptörténete sorolja fel. Ez a jelzés csupán a megfogalmazás eredetét és a szerzői jogokat jelzi, nem szolgál a cikkben szereplő információk forrásmegjelöléseként.